# كاتي بيركهارت
كاتي بيركهارت (بالإنجليزية: Katie Burkhart)‏ هي لاعبة كرة لينة أمريكية، ولدت في 24 فبراير 1986 في سان لويس أوبيسبو في الولايات المتحدة.